# Маламуд, Шарль
Шарль Маламуд (фр. Charles Malamoud; род. 5 декабря 1929, Кишинёв) — французский востоковед (индолог, санскритолог), историк религии, профессор Практической школы высших исследований.

## Биография
В 1937 году вместе с матерью переехал во Францию. 24 сентября 1942 года, когда он был в шестом классе лицея Жансон-де-Сайи, ему с родителями удалось избежать облавы и депортации еврейского населения города. Его укрывали в шестнадцатом арондисмане, затем в крестьянской семье Ньевре, где он смог продолжить учёбу. Лишь после войны Маламуд смог воссоединиться с родителями в Бурже.
Получил бакалавриат в 1947 году, затем готовился к поступления в Высшую нормальную школу в Лицее Генриха IV (1947—1949). Под влиянием своего одноклассника и друга Пьера Видаля-Наке стал придерживаться марксистских убеждений, стал членом лицейской ячейки Пьера Жукина. В результате суда над Ласло Райком как и Видаль-Наке разочаровался в коммунистической идеологии, стал придерживаться более мягких позиций и в 1950 году вышел из коммунистической партии.
Не сумев пройти конкурс в Высшую нормальную школу, изучал филологию и русскую литературу, затем компаративистику и индологию в Сорбонне у Эмиля Бенвениста и Луи Рену. Защитил диссертацию по творчеству маркиза де Кюстина под руководством Пьера Паскаля. В 1951 году женился на родственнице Пьера Видаля-Наке и внучке Леона Блюма Катерин (свидетелем со стороны невесты был Александр Десруссо).
С 1957 года преподавал классическую филологию и санскрит в Лионском университете. С 1962 года преподавал индологию в Страссбургском университете. С 1972 года — преподаватель индологии на отделении религиоведения Практической школы высших исследований (EPHE) в Париже, с 1979 года заведующий этим отделением. С 1998 года на пенсии.

## Монографии
- Culture et Civilisation de L’inde Ancienne. François Maspero, 1970.
- Le sacrifice dans l’Inde ancienne (с Madeleine Biardeau). Париж: PUF, 1976.
- Le svâdhyâya, récitation personnelle du Veda. Париж: Boccard, 1977.
- Le voyage au-delà des trois mers d' Athanase Nikitine (Хожение за три моря Афанасия Никитина). Париж: Maspéro, 1982.
- Debts and Debtors. Stosius Inc/Advent Books Division, 1983.
- Lien de vie, noeud mortel: Les représentations de la dette en Chine, au Japon et dans le monde indien. Éditions de l’École des hautes études en sciences sociales, 1988.
- Cuire le monde; rite et pensée dans l’Inde ancienne. Париж: La Découverte, 1989. (итальянское издание — Cuocere il mondo. Rito e pensiero nell’India antica. Милан: Adelphi, 1994; на английском языке — Cooking the World: Ritual and Thought in Ancient India. Oxford University Press, 1996).
- Le jumeau solaire Parigi, Éditions du Seuil, 2002. In italiano: Il gemello solare. Milano, Adelphi, 2007.
- La danse des pierres : Études sur la scène sacrificielle dans l’Inde ancienne. Париж: Éditions du Seuil, 2005 (итальянское издание — La danza delle pietre. Studi sulla scena sacrificale nell’India antica. Милан: Adelphi, 2005).
- Féminité de la parole : Études sur l’Inde ancienne. Париж: Albin Michel, 2005 (итальянское издание — Femminilità della parola. Miti e simboli dell’India antica. La Parola, 2008).

## Переводы на русский язык
- Испечь мир: ритуал и мысль в древней Индии / Пер. с фр. и вступ. ст. В. Г. Лысенко. — М.: Восточная литература, 2005. — 350 с. — (Исследования по фольклору и мифологии Востока). — ISBN 5-02-018501-9.

## Юбилейный сборник
- Aux Abords De La Clairiere: Etudes Indiennes Et Comparees En L'honneur De Charles Malamoud. Brepols, 2012. — 284 p.